# Le Châtelet (bergstopp i Schweiz)
Le Châtelet är en bergstopp i Schweiz.   Den ligger i distriktet Entremont och kantonen Valais, i den sydvästra delen av landet, 110 km söder om huvudstaden Bern. Toppen på Le Châtelet är 2 537 meter över havet, eller 120 meter över den omgivande terrängen. Bredden vid basen är 0,49 km.
Terrängen runt Le Châtelet är mycket bergig. Närmaste större samhälle är Martigny, 11,8 km norr om Le Châtelet. 
I omgivningarna runt Le Châtelet växer i huvudsak blandskog. Runt Le Châtelet är det glesbefolkat, med 12 invånare per kvadratkilometer.